# Григорьева, Екатерина Евгеньевна
Екатерина Евгеньевна Григорьева (урожд. Шиллинг; 5 мая 1928, Москва — 13 июня 2010) — советская, российская художница, живописец; член-корреспондент Российской Академии художеств.

## Биография
Родилась 5 мая 1928 года в Москве в семье поэта Евгения Михайловича и актрисы Варвары Николаевны Шиллингов. С детства, находясь среди историков, литераторов и художников серебряного века, с удовольствием и много рисовала, поддерживаемая родителями, которые показывали её детские работы Николаю Чернышёву и Роберту Фальку. Последний, отметив у Екатерины замечательное чувство цвета, готовил её к поступлению в художественную школу.
В 1940 году в числе 7 учеников И. Э. Грабарем была принята в ЦХШ; училась у В. В. Почиталова. Во время войны Художественная школа была эвакуирована в Воскресенск (Башкирская АССР).
В 1946—1952 годы училась в МГХИ им. В. И. Сурикова у Ф. А. Модорова, В. Г. Цыплакова, В. К. Нечитайло и П. И. Котова. Член МОСХа с 1957 года.
В 2007 году избрана членом-корреспондентом РАХ.

### Семья
Отец — Евгений Михайлович Шиллинг (1892—1953), этнограф, поэт серебряного века, сотрудник журнала искусств «Маковец».
Мать — Варвара Николаевна Шиллинг (урожд. Робер; 1892—1974), актриса II МХАТа; после рождения дочери — домашняя хозяйка.
Сестра (сводная) — Мария Рафаиловна Кречетова (1916—2002), актриса МХАТ.
Муж — Владимир Иванович Григорьев (1926—2008), доктор физико-математических наук, профессор физики МГУ.
- дочь — Елена Владимировна Григорьева (р. 1957), физик, кандидат физико-математических наук, журналист, художница.

## Творчество
С конца 1960-х участвовала в выставках группы 16 (в числе шестнадцати авторов были живописцы Виктор Попков, Илья Табенкин, Евгений Расторгуев, Ювеналий Коровин, Карл Фридман, скульпторы Андрей Марц, Даниэль Митлянский).
Писала тематические картины, портреты, пейзажи, натюрморты.

### Выставки
С 1960-х годов участвовала:
- в групповых художественных выставках в России, Италии (1969, 1978), Бельгии, Испании (1971), Японии (1974), США (1976, 1977), Болгарии (1981), Швейцарии, Германии[3], Чехословакии, Турции (1982);
- в выставках произведений 16-ти московских художников «Живопись, скульптура, графика» (1968, 1977, 1985);
- в групповой выставке «Москва — Лондон», «Лондон — Москва» (1989);
- в групповой выставке «Москва — Вашингтон» (Третьяковская галерея), «Вашингтон — Москва» (Вашингтон) (1990).

персональные выставки
- 1993 — галерея «Ковчег» (Москва)[2]
- 1998 — зал МОСХ (Кузнецкий мост, 20, Москва)
- 2008 — выставочный зал Академии художеств[3].

Произведения находятся в Государственной Третьяковской галерее, Государственном Русском музее, в художественных галереях и музеях Тулы, Кемерова, Архангельска, Брянска, Ташкента, Новокузнецка, Красноярска, а также в музеях и частных коллекциях в России, США, Великобритании, Германии, Словакии — в собраниях С&О.Биговчих, М.Красилина, Е.Маркевича, М.Мелик-Пашаевой, Ю.Попкова, С.Сафонова, галереи «Ковчег» и др.

## Отзывы
Ее ранние работы полны почтения перед искусством Фалька и той живописной традицией, что восходит к творчеству российских последователей Сезанна начала XX века.— С. Сафонов

## Награды
- Золотая медаль Академии художеств[1]

## Память
Мемориальные выставки состоялись в галерее «Ковчег», выставочном зале Московского Союза художников (4—16.4.2011, 1-я Тверская-Ямская), галерее «Винсент» (2011), выставочном зале Дома архитекторов (3—7.12.2013), доме-музее Марины Цветаевой, галерее Артэрия (7.3.2017).
О Е. Е. Григорьевой-Шиллинг снят документальный фильм «Я люблю землю…».